# Попель Іван Йосифович
Іван Йосифович Попель (9 травня 1850, м. Галич, Австрійська імперія — 18 лютого 1921, с. Довгополе, Польща) — український греко-католицький священник, громадсько-культурний діяч. Вуйко Марійки Підгірянки.

## Життєпис
Іван Попель народився 9 травня 1850 року в місті Галичі, нині Галицької громади Івано-Франківського району Івано-Франківської области України.
1870 року закінчив Дрогобицьку гімназію, 1874 — Львівський університет, 1874 — Львівську духовну семінарію із висвяченням у сан священника в Римі.
Служив на парафіях у Калуші (1874–1875), с. Надорожна Товмацького повіту (1874—1883, сотрудник), смт Глибока (1883—1884), с. Розтоках (1884—1888, адміністратор), Заліщиках, Довгополі (1888—1921).
Заснував культурно-освітні та економічні товариства на Гуцульщині. Мав бібліотеку, яка була найбільшою і найзмістовнішою на Косівщині. Балотувався до австрійського парламенту.
1904 року виступав проти австрійського режиму, за що отримав рік ув'язнення.
У домі о. Попеля гостювали Марійка Підгірянка, Ольга Кобилянська, Осип Маковей, Іван Франко (листувався з ним), Марко Черемшина, Василь Стефаник, Леся Українка, Климент Квітка. Сприяв в етнографічних, етнологічних, археологічних та антропологічних дослідженнях Гуцульщини Іванові Франку, Федорові Вовку, Володимирові Гнатюку, Володимирові Шухевичу, Є. Желіховському, Богданові Лепкому, Осипові Маковею, Іванові Трушу.
Помер 18 лютого 1921 року в Довгополі Верховинського району. Похований на цвинтарі біля храму, могила не збереглася.

## Вшанування пам'яті
Богдан Лепкий присвятив о. Попелю вірш «Хрест на кручі».
Учителька місцевої школи Марія Пантелюк ініціювала встановлення гранітного надгробного пам'ятника на могилі о. Попеля; зібрала для шкільної краєзнавчої кімнати-музею експонати та цінні матеріали про пароха о. Івана Попеля і його племінницю Марійку Підгірянку.